# Tōkyō no josei
Tokyo no josei (東京の女性) è un film del 1939 diretto da Osamu Fushimizu.
Alla vigilia della seconda guerra mondiale, nel Giappone aperto alla modernità, una donna, più per necessità che per scelta, diventa venditrice di automobili, entrando in un mondo prettamente maschile. Pregiudizi e misoginia minano la buona volontà della protagonista che, una volta affermatasi, prende coscienza di quanto sia difficile conciliare la carriera lavorativa con la vita privata.

## Trama
Setsuko Kimizuka lavora come dattilografa presso un salone di auto nel centro di Tokyo. Ha un debole per Kibata, un giovane venditore di successo, e quando si rivolge a lui per portargli un cliente, lo vede azzuffarsi con un collega per via di una provvigione. Setsuko è disgustata per il fatto che quell'uomo che ha avuto la peggio, ha supplicato Kibata avendo una moglie malata e due figli da mantenere. 
Così decide di rivolgersi direttamente al proprietario del salone. Questi la ringrazia e, effettuata la vendita, la ricompensa con una cifra che è circa un quarto di quello che sarebbe spettato a un venditore. Venutasi a sapere la cosa, lo stesso Kibata le dice che lui le avrebbe certamente riconosciuto di più e si sorprende che non si sia rivolta a lui. Lei non nasconde il motivo della sua strana scelta e lui le spiega che quello dei venditori è un mondo di bugie e raggiri, e quel tale che lui ha picchiato voleva soffiargli un contratto e, soprattutto, ha una moglie in piena salute e non ha figli.
Setsuko è sollevata della cosa e, dopo essersi lamentata con il principale che si convince di raddoppiarle il compenso iniziale, incomincia a pensare all'idea di diventare una venditrice, tanto più che in famiglia, i soldi non bastano mai. Il padre infatti non lavora ed è coperto di debiti. Così Setsuko riesce a far assumere la sorella minore Mizuyo e, con l'aiuto di Kibata, studia a fondo il mondo delle automobili per prepararsi al grande passo.
Il padre ha un bruttissimo incidente e necessita di cure costose, per cui l'apporto di Setsuko è sempre più pressante. La ragazza si dà da fare e con il sostegno fondamentale di Kibata, lascia il suo posto sicuro per l'incerto ma potenzialmente più soddisfacente, lavoro di venditrice, nel quale dovrà superare pregiudizi e soprusi, un po' per la sua inesperienza, ma soprattutto per il suo essere donna.
Dopo alcune porte in faccia e sgambetti, forte degli insegnamenti di Kibata, Setsuko sfrutta i suoi punti di forza, tra i quali indubbiamente c'è anche la propria avvenenza, che può esercitare sui clienti, quasi esclusivamente uomini.
La spregiudicatezza acquisita le fa perdere però le attenzioni di Kibata, del quale ormai è una concorrente. Deve anzi accettare che lo stesso, si avvicini alla sorellina Mizuyo, da sempre innamorata di lui, e certamente meno ambiziosa di lei.
Setsuko, che ha già fatto grandi sacrifici per la sua famiglia, in questo caso fa un passo indietro perché si compia il sogno d'amore della sorella, mentre la sua vita sentimentale sembra patire la sua ascesa professionale.

## Distribuzione
La pellicola è stata distribuita in Giappone dal 31 ottobre 1939.